# 금천 김씨 (경기도)
금천 김씨(衿川金氏)는 한국의 성씨이다. 시조는 김한흥(金漢興)의 아들 김상렬(金商烈)이다. 또는 신라 경순왕의 후예 김학경(金學敬)이 시조라는 문헌도 있다. 두 인물이 동일한 혈족인지 알 수 없다.

## 본관
오늘날의 영등포구, 구로구 동부, 관악구, 동작구 일부, 금천구, 광명시 및 안양시 일부 지역은 고구려 때 잉벌노현(仍伐奴縣)이었던 것을 신라 경덕왕 때 곡양(穀壤)으로 고쳐서 율진군(栗津郡) 속현이 되었다. 고려 초에 금주(衿州, '衿'을 '黔'이라고 쓴 기록도 있다)라고 고쳤고, 성종이 단련사(團練使)를 설치하였는데 목종이 폐지하였다. 현종 9년(1017년)에 수주(樹州)에 예속되었고, 명종이 비로소 감무를 설치하였다. 조선 시대에는 태종 14년(1413년)에 과천(오늘날의 동작구, 서초구, 안양시, 과천시, 군포시 지역)과 병합하여 금과현(衿果縣)을 만들었다가 두어 달 만에 혁파하고, 또 양천(오늘날의 강서구, 양천구 지역)과 병합하여 금양현(衿陽縣)으로 만들었는데 한 해 만에 혁파하였다. 태종 16년(1415년)에 금천현(衿川縣)으로 고쳐서 현감을 두었고, 세조 때에 과천과 병합했다가 얼마 못 가서 복구하였다. 이후에는 금천(衿川)이라고 하였는데, 금천현은 현내면, 동면, 서면, 남면, 상북면, 하북면으로 이루어져 있었고, 동면에 상도리, 봉천리, 신림리, 난곡리, 문교리 등이, 상북면에 당산리, 양평리, 선유봉리, 하북면에 방학호리, 고사리 등이 속해 있었다. 참고로 현내면은 지금의 금천구, 상북면과 하북면은 지금의 영등포구, 동면은 지금의 관악구와 동작구 일부, 남면은 지금의 광명시 서부, 서면은 지금의 광명시 동부에 해당한다. 1795년(정조 19)에 금천현이 시흥현(始興縣)으로 개칭되었다. 1895년(고종 32년) 윤 5월 1일, 23부제의 실시로 시흥현이 시흥군으로 개편되어 인천부에 속하였고, 이듬해 13도제의 실시로 도(道)가 부활해 다시 경기도에 속하게 되었다.

## 인접 본관
- 시흥 김씨